# 上沃德维尔
上沃德维尔（法語：Vaudeville-le-Haut，法語發音：[vodvil lə o]）是法国默兹省的一个市镇，属于科梅尔西区。

## 地理
上沃德维尔（48°27'0"N, 5°36'6"E）面积9.71 平方千米，位于法国大東部大區默兹省，该省份为法国西北部内陆省份，北与比利时接壤，西接马恩省和阿登省，南至上马恩省和孚日省，东临默尔特-摩泽尔省。
与上沃德维尔接壤的市镇（或旧市镇、城区）包括：上武通、瑟罗蒙、丹维尔-贝特莱维尔、莱鲁瓦斯、阿夫朗维尔、谢尔米塞。

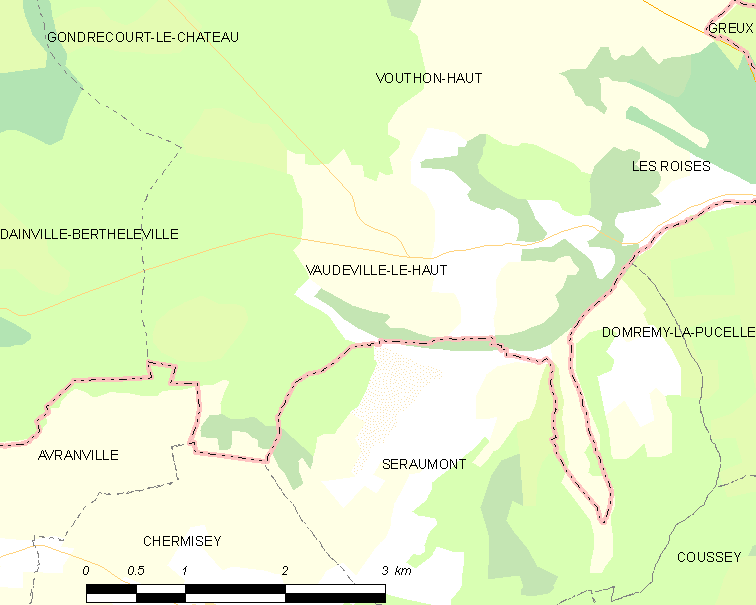
上沃德维尔的OSM定位图

上沃德维尔的时区为UTC+01:00、UTC+02:00（夏令时）。

## 行政
上沃德维尔的邮政编码为55130，INSEE市镇编码为55534。

## 政治
上沃德维尔所属的省级选区为利尼昂巴鲁瓦县。

## 人口

1962-2008年间上沃德维尔人口变化图示

上沃德维尔于2022年1月1日时的人口数量为49人。